# Ťoša
Ťoša (rusky Тёша) je řeka v Nižněnovgorodské oblasti v Rusku. Je 311 km dlouhá. Povodí má rozlohu 7 800 km².

## Průběh toku
Pramení v Povolžské vrchovině a protéká skrze ní. Na dolním toku teče přes Ockotjošskou nížinu. V povodí řeky se vyskytují krasové jevy. Ústí zprava do Oky (povodí Volhy). Největší přítok je Serjoža zprava.

## Vodní režim
Zdroj vody je převážně sněhový. Průměrný roční průtok vody ve vzdálenosti 230 km od ústí činí přibližně 4 m³/s. Zamrzá v listopadu až v první polovině prosince a rozmrzá ve druhé polovině března až v první polovině dubna.

## Využití
Řeka je splavná. Na dolním toku je rozvinutá místní vodní doprava. Na řece leží město Arzamas.